# Jana Siegelová
Jana Siegelová (* 11. September 1944 in Tábor), eigentlich Jana Soucková-Siegelová, ist eine tschechische Vorderasiatische Archäologin sowie Altorientalistin und war bis 2008 Direktorin des Náprstek-Museums in Prag.
Jana Siegelová studierte prähistorische Archäologie und Altorientalistik an der Karls-Universität in Prag bei ihrem späteren Ehemann Vladimír Souček. Nach ihrem Abschluss 1967 wurde sie am Náprstek-Museum eingestellt, während sie an ihrer Dissertation über Appu-Märchen und Ḫedammu-Mythus arbeitete. Dabei kooperierte sie eng mit Heinrich Otten in Marburg, wo sie einen längeren Forschungsaufenthalt hatte und verschiedene Publikationen verzeichnen konnte.
1971 wurde sie zur Kuratorin am Náprstek-Museum ernannt, acht Jahre später wurde sie zu dessen Direktorin. In der Folgezeit beschäftigte sie sich intensiv mit der Metallurgie der Hethiter sowie der Wirtschafts- und Verwaltungspraxis im Hethiterreich.